# 合萼半蒴苣苔
合萼半蒴苣苔（学名：Hemiboea gamosepala）为苦苣苔科半蒴苣苔属下的一个种。

## 扩展阅读
- 維基物種上的相關：合萼半蒴苣苔